# Zeuxine purpurascens
Zeuxine purpurascens är en orkidéart som beskrevs av Carl Ludwig von Blume. Zeuxine purpurascens ingår i släktet Zeuxine och familjen orkidéer. Inga underarter finns listade i Catalogue of Life.